# Castillo Craig
El castillo Craig es un fortín localizado en el pico oriental de las colinas colgantes, en Connecticut, Estados Unidos. La edificación está construida con piedras naturales. Una escalera interior de metal se utiliza para subir a la plataforma de observación en la parte superior. Se encuentra a 976 pies sobre el nivel del mar y ofrece una visión amplia de la ciudad de Meriden (Connecticut).
La inspiración para el diseño de la torre ha sido cuestionada durante años. Algunos dicen que Walter Hubbard, un viajero del mundo, se inspiró en una torre francesa llamada Norman, otros por una torre del siglo XII localizada en el Danubio, y otros  sostienen que fue modelada por una antigua torre en Craigellachie, Escocia.
En el castillo se encuentra una placa con informaciones sobre su origen, año de construcción, entre otros. Aunque la placa indica que el pico del este es "el punto más alto dentro de 25 millas (40 kilómetros) de la costa de Maine a Florida," West Peak, sólo 2000 pies al oeste son superiores a los dos picos del este y la torre.